# Dalbergia wattii
Dalbergia wattii là một loài thực vật có hoa trong họ Đậu. Loài này được C.B.Clarke miêu tả khoa học đầu tiên.